# Джанлуїджі Буффон
Джанлуї́джі «Джіджі» Буффо́н (італ. Gianluigi "Gigi" Buffon; *28 січня 1978, Каррара) — італійський футболіст, що грав на позиції воротаря.
Один з найвидатніших голкіперів в історії футболу. Багаторічний капітан «Ювентуса» та національної збірної Італії. Чемпіон світу, володар кубка УЄФА, кубка та суперкубка Італії, кількаразовий чемпіон Італії. Буффон отримував титул найкращого воротаря Серії A рекордну кількість разів — 9.
Рекордсмен збірної Італії за загальною кількістю проведених офіційних матчів (176), а також кількістю матчів у статусі капітана (80).

## Клубна кар'єра

### Ранні роки
У дитинстві Буффон був уболівальником клубу «Дженоа». Він почав кар'єру в аматорській команді міста Ла-Спеція, «Каналетто Сепор», яка виступає при футбольній школі, де навчався Буффон. Після навчання у футбольній школі Буффон повернувся в рідне місто Каррара і став там виступати за аматорський клуб «Пертіката» на позиції півзахисника. У віці 12 років перейшов в інший клуб з Каррари, «Бонаскола».

### «Парма»
13 червня 1991 року Буффон був куплений клубом «Парма», яка витримала конкуренцію з боку двох інших команд, які бажали бачити його в своїх рядах, «Болоньї» і «Мілана». Купівля Буффона обійшлася «Пармі» в 15 млн лір, які клуб виплачував два роки: в перший рік — 3 млн лір і в другій — решту 12 млн. У віці 14 років Буффон вперше став у ворота молодіжної команди клубу, яка втратила обох своїх воротарів і через два тижні виступів став основним воротарем.
Дебютував у Серії A 1995 року у матчі «Парма» — «Мілан». У наступній грі з «Ювентусом» Буффон пропустив свій перший гол в Серії А; його ворота вразив Чіро Феррара, майбутній наставник Буффона. У наступному сезоні Буффон завоював місце в основному складі «Парми» і провів 27 матчів в чемпіонаті країни. 1997 року дебютував в єврокубках, зігравши 24 вересня в матчі Кубка УЄФА з клубом «Віторія» Гімарайнш, в якому «Парма» програла 0:2. 1999 року Буффон виграв у складі «Парми» Кубок УЄФА, а також Кубок і Суперкубок Італії.

### «Ювентус»
У 2001 році Буффон перейшов до «Ювентуса» за рекордні на той час €52 млн.
На придбання голкіпера особисто наполіг президент клубу, Умберто Аньєллі. У «Ювентус» Буффон прийшов разом з французьким захисником Ліліаном Тюрамом, таким чином клуб прагнув забезпечити міцну оборону команди. Попри невдалий початок, де в матчах з «К'єво» і «Ромою» Буффон діяв невдало, він провів хороший сезон. У тому ж році він виграв перший чемпіонат Італії, в якому «Ювентус» лише в останній грі випередив «Інтер». Сезон 2002–2003 Буффон провів дуже вдало. Він виграв чемпіонат і Суперкубок Італії і, разом з клубом, дійшов до фіналу Ліги чемпіонів, де «Ювентус» програв «Мілану». Попри цю поразку, Буффон був визнаний кращим гравцем Ліги чемпіонів.
У 2003 році Буффон виграв свій третій Суперкубок Італії, однак сезон для клубу видався невдалим: «Ювентус» зайняв в чемпіонаті лише третє місце і вилетів на ранніх стадіях розіграшу Ліги чемпіонів. Всього за сезон Буффон пропустив більше 50-ти голів. 2004 року клуб очолив Фабіо Капелло. З ним «Ювентус» переміг в чемпіонаті (пізніше цей титул був скасований через Кальчополі). 14 серпня 2005 року в матчі на турнірі Трофей Луїджі Берлусконі з «Міланом» Буффон отримав сильний вивих плеча у зіткненні з Кака, через що більше трьох місяців не міг виступати. Попри повернення наприкінці листопада, коли Буффон вийшов на поле в матчі Кубка Італії проти «Фіорентини», Капелло деякий час віддавав перевагу Крістіану Абб'яті, взятого в оренду у «Мілана». Лише наприкінці січня Буффон повернувся в основний склад, а потім провів залишок сезону, в якому його клуб виграв другий поспіль титул (який також був скасований після Кальчополі). Попри вдалі виступи, у Буффона був тривалий період, протягом якого він за три роки не відбив жодного пенальті (з 26 жовтня 2003 по 1 грудня 2006).
2006 року в італійському футболі розгорівся скандал навколо договірних матчів зокрема за участю «Ювентуса». Буффон проходив як один із фігурантів справи, проте 27 червня всі звинувачення з гравця було знято. «Ювентус» був знижений в Серію B. Попри це, Буффон залишився в команді, а за рік «Юве» повернувся у найвищий дивізіон.
У сезоні 2008—2009 Буффон знову отримав травму, потягнувши м'язи на правому стегні в матчі з «Кальярі». У наступній грі травма загострилася і він був змушений припинити виступи до січня. У листопаді 2008 року англійський клуб «Манчестер Сіті» запропонував за трансфер Буффона 75 млн євро, а самому голкіперу 5-річний контракт з щорічною виплатою 15 млн євро, що зробило б його найвисокооплачуванішим футболістом світу; «Ювентус», після деяких роздумів, відмовив. 6 січня 2009 року Буффон вперше вийшов після травми в товариській грі з «Монако», зігравши лише тільки тайм. 14 січня 2009 року повернувся на поле в матчі Кубка Італії з «Катанією», рахунок матчу 3:0 на користь «б'янконері».
13 грудня 2009 року Буффон знову переніс операцію, цього разу на лівому коліні. Після відновлення провів лише 7 ігор і отримав травму стегна, через яку вибув на місяць.
У травні 2010 року з'явилася інформація, що 32-річний Буффон, можливо, покине «Ювентус», який планує оновлення складу команди. 15 червня Джанлуїджі отримав травму — грижу і зміщення міжхребцевого диска, внаслідок чого був прооперований і вибув з гри до 2011 року. Під час періоду реабілітації Буффон відокремився від команди, за що був засуджений керівництвом клубу. У грудні 2010 року приступив до тренувань. 13 січня 2011 року в домашньому матчі Кубка Італії проти «Катанії» вперше з'явився на полі після вимушеної перерви і провів в основі всю гру.
28 жовтня 2012 року в матчі проти «Катанії» Буффон досяг позначки в 500 матчів в чемпіонаті Італії. 23 січня 2013 року продовжив контракт з «Ювентусом» до 2015 року, при цьому пішовши на скорочення річної зарплати, яка тепер складала близько 4 мільйонів євро.
28 лютого 2016 року під час зустрічі з «Інтером» Буффон побив свій рекорд «сухих» матчів — 746 хвилин він зберігав свої ворота в недоторканності, останній раз пропускав 10 січня. Попередній рекорд в сезоні 2013—2014 становив 745 хвилин. 6 листопада 2016 року провів 600-й матч в Серії A. Джанлуїджі став 4-м гравцем, кому підкорився такий рубіж після Паоло Мальдіні (647), Хав'єра Санетті (615) і Франческо Тотті (607).
У сезоні 2015—2016 у матчі 28 туру Серії А проти «Аталанти» Буффон залишив свої ворота на замку і довів свою серію без пропущених голів до 836 хвилин, що є третім найкращим результатом в історії чемпіонатів Італії. А вже в матчі 30 туру проти «Торіно» він побив рекорд Себастьяно Россі за кількістю «сухих» хвилин. Після завершення матчу проти «Торіно» (4:1) суха серія воротаря становила 973 хвилини. Рекордний показник голкіпера перервав Андреа Белотті, який реалізував пенальті.
30 липня 2018 року Буффон оголосив про завершення своїх виступів за «Ювентус». За 17 років, проведених у туринському клубі, він дев'ять разів вигравав чемпіонат країни (не враховуючи два скасованих чемпіонських титули), у тому числі сім поспіль протягом 2011—2018 років, з яких в останніх шести Буффон був капітаном команди. Десять разів визнавався найкращим голкіпером Серії A. Захищав ворота «Ювентуса» у 656 офіційних матчах, у тому числі у 509 іграх чемпіонату, поступаючись за обома цими показниками лише рекордсмену Алессандро Дель П'єро.

### «Парі Сен-Жермен»
6 липня 2018 року було оголошено, що 40-річний на той момент голкіпер уклав однорічний контракт з лідером французької футбольної першості «Парі Сен-Жермен».

### Повернення до «Ювентуса» і «Парми»
4 липня 2019 року було оголошено про повернення голкіпера до «Ювентуса», з яким 41-річний гравцевь уклав однорічний контракт. У туринській команді легенда клубу провів загалом ще два сезони у статусі резервного воротаря, додавши за цей час до свого активу ще 29 ігор усіх турнірів і довівши загальну кількість ігор за «Ювентус» до 685.
Влітку 2021 року свого найвідомішого вихованця, який на той час мав 43 роки, запросила до себе «Парма», яка на той час виступала у другому італійському дивізіоні. Воротар прийняв пропозицію і протягом наступних двох років регулярно захищав ворота команди, взявши участь у 45 іграх в різних змаганнях.
Ці ігри дозволили 45-річному Буффону на момент оголошення про завершення ігрової кар'єри у серпні 2023 року мати в активі неймовірні 975 офіційних ігор на клубному рівні.

## Виступи за збірну

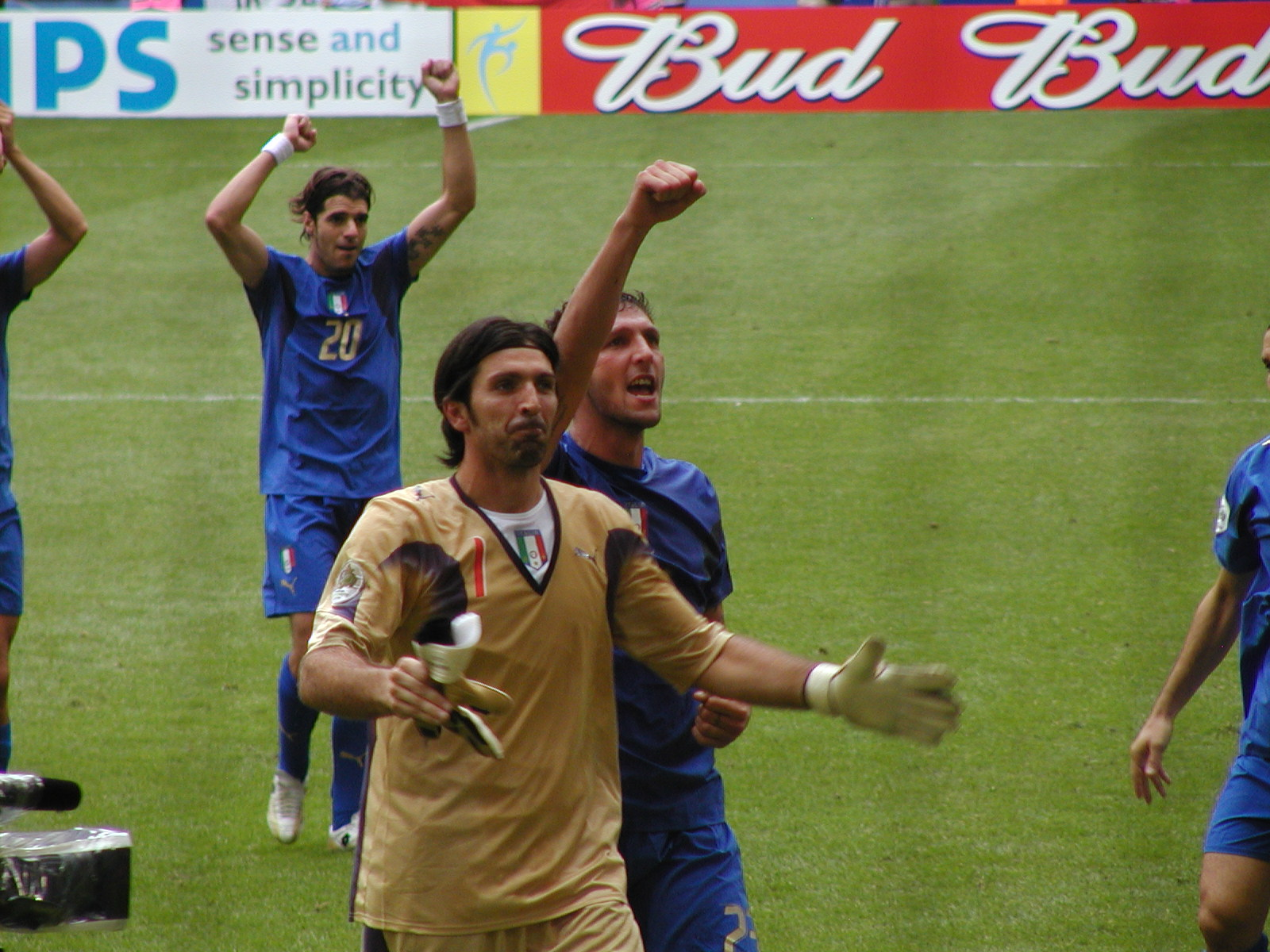
Буффон у збірній Італії на чемпіонаті світу 2006 року.

Буффон виступав за молодіжні збірні різного віку, починаючи з 15-річних і закінчуючи командою до 23 років. Фіналіст чемпіонату Європи до 20 років в 1995 році і чемпіон Європи з командою до 21 року в 1996 році.
У складі першої команди Буффон дебютував 29 жовтня 1997 в матчі з Росією за право виходу на чемпіонат світу. Він вийшов на поле замість Джанлуки Пальюки, який отримав травму, і пропустив автогол від Фабіо Каннаваро. Гра завершилася внічию 1:1, а після перемоги 1:0 в матчі-відповіді Італія кваліфікувалась на світову першість. На чемпіонат світу Буффон поїхав третім воротарем, але незабаром став другим, коли травмувався Анджело Перуцці. Незабаром, в 20-річному віці, Буффон став гравцем основи збірної. Як основний воротар, він повинен був поїхати на Євро-2000, де Італія стала другою, але був змушений залишитися в Італії через травму руки. Після цього Буффон грав на чемпіонаті світу 2002 і чемпіонаті Європи 2004, де пропустив 5 і 3 голи відповідно.
На чемпіонаті світу 2006 Буффон пропустив лише два голи, один з них — автогол від Крістіана Дзаккардо, а другий — у фіналі з пенальті від Зінедіна Зідана. До цього моменту Буффон не пропускав голи 418 хвилин, ставши володарем другої в історії збірної серії по числу хвилин без пропущених м'ячів, після Вальтера Дзенги (518 хвилин). 9 липня 2006 року Буффон став чемпіоном світу. А після закінчення змагання був нагороджений премією Яшина, яку вручають найкращому голкіперу чемпіонату. Всього на першості провів 7 матчів (690 хвилин), пропустив 2 м'ячі (1 — з пенальті, 1 — автогол захисника), парирував 27 ударів в ствір своїх воріт і заробив на собі 2 фоли.
На Євро-2008 Буффон провів 4 гри, як капітан команди. Пов'язку капітана отримав після травми Каннаваро, що не поїхав на турнір. У чотирьох іграх першості він пропустив чотири голи. У другому матчі з Румунією відбив пенальті після удару Адріана Муту, чим врятував команду від поразки. У матчі 1/4 фіналу з Іспанією не пропустив в основний час, а в додатковий відбив пенальті від Даніеля Гуїси, проте це не врятувало команду від поразки. На Кубку Конфедерацій 2009 Буффон провів 3 гри, в яких пропустив 5 голів, а Італія з трьох ігор програла дві.
На чемпіонаті світу 2010 вийшов на поле лише в першій грі з Парагваєм. Буффон був замінений після перерви, отримавши грижу міжхребцевого диску, і став першим воротарем в історії збірної Італії, заміненим на іграх чемпіонатів світу.
На Євро-2012 Буффон був капітаном збірної, яка за підсумками чемпіонату дійшла до фіналу. Сам воротар пропустив 7 голів у 6 матчах. У чвертьфіналі проти Англії не пропустив в основний і додатковий час, а в серії пенальті намертво зафіксував м'яч після удару Ешлі Коула. У фіналі проти діючих чемпіонів іспанців пропустив чотири голи.
На Кубку Конфедерацій 2013 Буффон провів всі 5 матчів турніру в яких пропустив 10 м'ячів. У півфіналі проти діючих чемпіонів світу та Європи іспанців не пропустив голів протягом основного і додаткового часу, проте в серії пенальті Італія все ж поступилася Іспанії. Єдиний промах допустив Леонардо Бонуччі. У матчі за третє місце з командою Уругваю основний і додатковий час завершився внічию 2:2, а в серії пенальті Буффон відбив три з п'яти ударів і приніс команді бронзу турніру.
На чемпіонаті світу 2014 Буффон був змушений пропустити перший матч турніру зі збірною Англії, його місце в воротах зайняв Сальваторе Сірігу. Матч закінчився перемогою італійців з рахунком 2:1. У наступних двох матчах з командами Коста-Рики і Уругваю Буффон повернувся на поле і виводив на поле команду з капітанською пов'язкою. Обидва ці матчі закінчилися поразкою збірної Італії з однаковим рахунком 0:1. У підсумку «скуадра адзурра» посіла в групі лише третє місце.
На Євро-2016 Буффон провів 4 матчі, пропустивши лише один гол. Перший м'яч був пропущений в матчі з Ірландією, де збірна поступилася з рахунком 0:1, але в воротах стояв не Буффон, бо збірна вже виконала завдання виходу з групи завдяки попереднім перемогам в матчах зі збірною Бельгії (2:0) і Швеції (1:0). На стадії 1/8 фіналу збірна Італії в матчі зі збірною Іспанією забила два м'ячі. В 1/4 фіналу італійці грали з чинними чемпіонами світу — збірною Німеччини, які на тому ж Євро-2012 поступилися італійцям в півфіналі з рахунком 2:1. В основний час Буффон пропустив один м'яч від Месута Озіла (який відзначився голом у ворота Буффона і чотири роки тому), однак завдяки пенальті, реалізованому Бонуччі, Італія зрівняла рахунок і зберегла його до серії пенальті. У серії пенальті німці та італійці зробили по 9 ударів, і лише допущений промах Маттео Дарміана і успішно реалізований удар Йонаса Гектора стали вирішальними. Італія вперше програла німцям в матчі міжнародного турніру і вилетіла з чемпіонату.
13 листопада 2017 року 39-річний на той час воротар оголосив про завершення своєї кар'єри у збірній. Рішення було прийняте відразу після зведеного у нульову нічию матчу плей-оф відбору до чемпіонату світу 2018 проти збірної Швеції, результат якого, враховуючи поразку італійців 0:1 у першій грі, залишив їх поза участю у мундіалі. За двадцять років у збірній Буффон взяв участь у рекордних 175 офіційних матчах (на 39 більше, ніж у другого за цим показником Фабіо Каннаваро). Своєю останньою грою за «лазурових», яку він провів із капітанською пов'язкою, Буффон поділив із тим же Каннаваро лідерство за кількістю матчів у статусі капітана збірної Італії (в обох по 79 офіційних зустрічей).

## Статистика виступів

### Статистика клубних виступів
| Сезон               | Команда             | Чемпіонат           | Чемпіонат | Чемпіонат | Національний кубок | Національний кубок | Національний кубок | Континентальні кубки | Континентальні кубки | Континентальні кубки | Інші змагання | Інші змагання | Інші змагання | Усього | Усього |
| Сезон               | Команда             | Ліга                | Ігор      | Голів     | Ліга               | Ігор               | Голів              | Ліга                 | Ігор                 | Голів                | Ліга          | Ігор          | Голів         | Ігор   | Голів  |
| ------------------- | ------------------- | ------------------- | --------- | --------- | ------------------ | ------------------ | ------------------ | -------------------- | -------------------- | -------------------- | ------------- | ------------- | ------------- | ------ | ------ |
| 1995–96             | «Парма»             | A                   | 9         | -6        | КІ                 | 0                  | -0                 | КВК                  | -                    | -                    | СІ            | 0             | -0            | 9      | -6     |
| 1996–97             | «Парма»             | A                   | 27        | -17       | КІ                 | 0                  | -0                 | КУЄФА                | 1                    | -1                   | -             | -             | -             | 28     | -18    |
| 1997–98             | «Парма»             | A                   | 32        | -33       | КІ                 | 6                  | -6                 | ЛЧ                   | 8                    | -6                   | -             | -             | -             | 46     | -45    |
| 1998–99             | «Парма»             | A                   | 34        | -36       | КІ                 | 6                  | -4                 | КУЄФА                | 11                   | -10                  | -             | -             | -             | 51     | -50    |
| 1999–00             | «Парма»             | A                   | 32+1      | -36 + -3  | КІ                 | 0                  | -0                 | ЛЧ+КУЄФА             | 2+7                  | -2 + -7              | СІ            | 1             | -1            | 43     | -49    |
| 2000–01             | «Парма»             | A                   | 34        | -31       | КІ                 | 2                  | -2                 | КУЄФА                | 7                    | -7                   | -             | -             | -             | 43     | -40    |
| 2001–02             | «Ювентус»           | A                   | 34        | -23       | КІ                 | 1                  | -1                 | ЛЧ                   | 10                   | -12                  | -             | -             | -             | 45     | -36    |
| 2002–03             | «Ювентус»           | A                   | 32        | -23       | КІ                 | 0                  | -0                 | ЛЧ                   | 15                   | -16                  | СІ            | 1             | -1            | 48     | -40    |
| 2003–04             | «Ювентус»           | A                   | 32        | -41       | КІ                 | 0                  | -0                 | ЛЧ                   | 6                    | -6                   | СІ            | 1             | -1            | 39     | -48    |
| 2004–05             | «Ювентус»           | A                   | 37        | -23       | КІ                 | 0                  | -0                 | ЛЧ                   | 11                   | -6                   | -             | -             | -             | 48     | -29    |
| 2005–06             | «Ювентус»           | A                   | 18        | -12       | КІ                 | 2                  | -3                 | ЛЧ                   | 4                    | -6                   | СІ            | 0             | -0            | 24     | -21    |
| 2006–07             | «Ювентус»           | B                   | 37        | -21       | КІ                 | 3                  | -4                 | -                    | -                    | -                    | -             | -             | -             | 40     | -25    |
| 2007–08             | «Ювентус»           | A                   | 34        | -30       | КІ                 | 1                  | -1                 | -                    | -                    | -                    | -             | -             | -             | 35     | -31    |
| 2008–09             | «Ювентус»           | A                   | 23        | -26       | КІ                 | 2                  | -2                 | ЛЧ                   | 5                    | -4                   | -             | -             | -             | 30     | -32    |
| 2009–10             | «Ювентус»           | A                   | 27        | -33       | КІ                 | 1                  | -2                 | ЛЧ+ЛЄ                | 6+1                  | -7 + -1              | -             | -             | -             | 35     | -43    |
| 2010–11             | «Ювентус»           | A                   | 16        | -17       | КІ                 | 1                  | -0                 | ЛЄ                   | -                    | -                    | -             | -             | -             | 17     | -17    |
| 2011–12             | «Ювентус»           | A                   | 35        | -16       | КІ                 | 0                  | -0                 | -                    | -                    | -                    | -             | -             | -             | 35     | -16    |
| 2012–13             | «Ювентус»           | A                   | 32        | –         | КІ                 | 1                  | -0                 | ЛЧ                   | 10                   | -8                   | СІ            | 1             | -2            | 44     | -29    |
| 2013–14             | «Ювентус»           | A                   | 33        | –         | КІ                 | 0                  | -0                 | ЛЧ+ЛЄ                | 6+8                  | -9 + -4              | СІ            | 1             | -0            | 48     | -33    |
| 2014–15             | «Ювентус»           | A                   | 33        | –         | КІ                 | 0                  | -0                 | ЛЧ                   | 13                   | -10                  | СІ            | 1             | -2            | 47     | -32    |
| 2015–16             | «Ювентус»           | A                   | 35        | -17       | КІ                 | 0                  | -0                 | ЛЧ                   | 8                    | -9                   | СІ            | 1             | -0            | 44     | -26    |
| 2016–17             | «Ювентус»           | A                   | 30        | -24       | КІ                 | 0                  | -0                 | ЛЧ                   | 12                   | -7                   | СІ            | 1             | -1            | 43     | -32    |
| 2017–18             | «Ювентус»           | A                   | 21        | -14       | КІ                 | 3                  | -0                 | ЛЧ                   | 9                    | -11                  | СІ            | 1             | -3            | 34     | -28    |
| 2018–19             | «Парі Сен-Жермен»   | Л1                  | 17        | -18       | КФ+КЛ              | 1+1                | 0 + -1             | ЛЧ                   | 5                    | -6                   | СФ            | 1             | 0             | 25     | -25    |
| 2019–20             | «Ювентус»           | A                   | 9         | -10       | КІ                 | 5                  | -2                 | ЛЧ                   | 1                    | 0                    | СІ            | 0             | 0             | 15     | -12    |
| 2020–21             | «Ювентус»           | A                   | 8         | -5        | КІ                 | 5                  | -4                 | ЛЧ                   | 1                    | 0                    | СІ            | 0             | 0             | 14     | -9     |
| Усього за «Ювентус» | Усього за «Ювентус» | Усього за «Ювентус» | 526       | -394      |                    | 25                 | –                  |                      | 126                  | -116                 |               | 8             | -10           | 685    | -539   |
| 2021–22             | «Парма»             | B                   | 26        | -27       | КІ                 | 0                  | 0                  | -                    | -                    | -                    | -             | -             | -             | 26     | -27    |
| 2022–23             | «Парма»             | B                   | 17+1      | -22 + 0   | КІ                 | 1                  | -2                 | -                    | -                    | -                    | -             | -             | -             | 19     | -24    |
| Усього за «Парма»   | Усього за «Парма»   | Усього за «Парма»   | 211+2     | –8 + -3   |                    | 15                 | -15                |                      | 36                   | -34                  |               | 1             | -1            | 265    | -261   |
| Усього за кар'єру   | Усього за кар'єру   | Усього за кар'єру   | 756       | -623      |                    | 42                 | -35                |                      | 167                  | -156                 |               | 10            | -11           | 975    | -825   |

### Статистика виступів за збірну
| Дата       | Місто                       | Господарі            | Результат               | Гості                | Турнір                | Голи | Примітки            |
| ---------- | --------------------------- | -------------------- | ----------------------- | -------------------- | --------------------- | ---- | ------------------- |
| 29-10-1997 | Москва                      | Росія                | 1 – 1                   | Італія               | Відбір до ЧС 1998     | -1   | 32'                 |
| 22-4-1998  | Парма                       | Італія               | 3 – 1                   | Парагвай             | товариський матч      | -1   | 46'                 |
| 10-10-1998 | Удіне                       | Італія               | 2 – 0                   | Швейцарія            | Відбір до ЧЄ 2000     | -    |                     |
| 16-12-1998 | Рим                         | Італія               | 6 – 2                   | Зірки світу          | Сторіччя FIGC         | -    | 46'                 |
| 27-3-1999  | Копенгаген                  | Данія                | 1 – 2                   | Італія               | Відбір до ЧЄ 2000     | -1   |                     |
| 31-3-1999  | Анкона                      | Італія               | 1 – 1                   | Білорусь             | Відбір до ЧЄ 2000     | -1   |                     |
| 28-4-1999  | Загреб                      | Хорватія             | 0 – 0                   | Італія               | товариський матч      | -    |                     |
| 5-6-1999   | Болонья                     | Італія               | 4 – 0                   | Уельс                | Відбір до ЧЄ 2000     | -    |                     |
| 9-6-1999   | Лозанна                     | Швейцарія            | 0 – 0                   | Італія               | Відбір до ЧЄ 2000     | -    |                     |
| 8-9-1999   | Неаполь                     | Італія               | 2 – 3                   | Данія                | Відбір до ЧЄ 2000     | -3   |                     |
| 9-10-1999  | Мінськ                      | Білорусь             | 0 – 0                   | Італія               | Відбір до ЧЄ 2000     | -    |                     |
| 13-11-1999 | Лечче                       | Італія               | 1 – 3                   | Бельгія              | товариський матч      | -3   |                     |
| 23-2-2000  | Палермо                     | Італія               | 1 – 0                   | Швеція               | товариський матч      | -    |                     |
| 29-3-2000  | Барселона                   | Іспанія              | 2 – 0                   | Італія               | товариський матч      | -2   |                     |
| 3-6-2000   | Осло                        | Норвегія             | 1 – 0                   | Італія               | товариський матч      | -1   | 55'                 |
| 15-11-2000 | Турин                       | Італія               | 1 – 0                   | Англія               | товариський матч      | -    |                     |
| 28-2-2001  | Рим                         | Італія               | 1 – 2                   | Аргентина            | товариський матч      | -2   |                     |
| 24-3-2001  | Бухарест                    | Румунія              | 0 – 2                   | Італія               | Відбір до ЧС 2002     | -    |                     |
| 28-3-2001  | Трієст                      | Італія               | 4 – 0                   | Литва                | Відбір до ЧС 2002     | -    |                     |
| 2-6-2001   | Тбілісі                     | Грузія               | 1 – 2                   | Італія               | Відбір до ЧС 2002     | -1   |                     |
| 1-9-2001   | Каунас                      | Литва                | 0 – 0                   | Італія               | Відбір до ЧС 2002     | -    |                     |
| 6-10-2001  | Парма                       | Італія               | 1 – 0                   | Угорщина             | Відбір до ЧС 2002     | -    |                     |
| 7-11-2001  | Сайтама                     | Японія               | 1 – 1                   | Італія               | товариський матч      | -1   |                     |
| 27-3-2002  | Лідс                        | Англія               | 1 – 2                   | Італія               | товариський матч      | -1   |                     |
| 17-4-2002  | Мілан                       | Італія               | 1 – 1                   | Уругвай              | товариський матч      | -    | 46'                 |
| 18-5-2002  | Прага                       | Чехія                | 1 – 0                   | Італія               | товариський матч      | -1   | 46'                 |
| 3-6-2002   | Саппоро                     | Італія               | 2 – 0                   | Еквадор              | ЧС 2002 - 1-й етап    | -    |                     |
| 8-6-2002   | Касіма (Ібаракі)            | Італія               | 1 – 2                   | Хорватія             | ЧС 2002 - 1-й етап    | -2   |                     |
| 13-6-2002  | Ойта                        | Італія               | 1 – 1                   | Мексика              | ЧС 2002 - 1-й етап    | -1   |                     |
| 18-6-2002  | Теджон                      | Італія               | 1 – 2                   | Південна Корея       | ЧС 2002 - 1/8 фіналу  | -2   |                     |
| 21-8-2002  | Трієст                      | Італія               | 0 – 1                   | Словенія             | товариський матч      | -1   |                     |
| 7-9-2002   | Баку                        | Азербайджан          | 0 – 2                   | Італія               | Відбір до ЧЄ 2004     | -    |                     |
| 12-10-2002 | Неаполь                     | Італія               | 1 – 1                   | Сербія та Чорногорія | Відбір до ЧЄ 2004     | -1   |                     |
| 16-10-2002 | Кардіфф                     | Уельс                | 2 – 1                   | Італія               | Відбір до ЧЄ 2004     | -2   |                     |
| 20-11-2002 | Пескара                     | Італія               | 1 – 1                   | Туреччина            | товариський матч      | -1   | 46'                 |
| 12-2-2003  | Генуя                       | Італія               | 1 – 0                   | Португалія           | товариський матч      | -    | 46'                 |
| 29-3-2003  | Палермо                     | Італія               | 2 – 0                   | Фінляндія            | Відбір до ЧЄ 2004     | -    |                     |
| 11-6-2003  | Гельсінкі                   | Фінляндія            | 0 – 2                   | Італія               | Відбір до ЧЄ 2004     | -    |                     |
| 20-8-2003  | Штутгарт                    | Німеччина            | 0 – 1                   | Італія               | товариський матч      | -    |                     |
| 6-9-2003   | Мілан                       | Італія               | 4 – 0                   | Уельс                | Відбір до ЧЄ 2004     | -    | 27'                 |
| 10-9-2003  | Белград                     | Сербія та Чорногорія | 1 – 1                   | Італія               | Відбір до ЧЄ 2004     | -1   |                     |
| 11-10-2003 | Реджо-Калабрія              | Італія               | 4 – 0                   | Азербайджан          | Відбір до ЧЄ 2004     | -    |                     |
| 18-2-2004  | Палермо                     | Італія               | 2 – 2                   | Чехія                | товариський матч      | -1   | 46'                 |
| 31-3-2004  | Брага (Португалія)          | Португалія           | 1 – 2                   | Італія               | товариський матч      | -1   | кап.                |
| 28-4-2004  | Генуя                       | Італія               | 1 – 1                   | Іспанія              | товариський матч      | -    | 46'                 |
| 30-5-2004  | Туніс (місто)               | Туніс                | 0 – 4                   | Італія               | товариський матч      | -    |                     |
| 14-6-2004  | Гімарайш                    | Данія                | 0 – 0                   | Італія               | ЧЄ 2004 - 1-й етап    | -    |                     |
| 18-6-2004  | Порту                       | Італія               | 1 – 1                   | Швеція               | ЧЄ 2004 - 1-й етап    | -1   |                     |
| 22-6-2004  | Гімарайш                    | Італія               | 2 – 1                   | Болгарія             | ЧЄ 2004 - 1-й етап    | -1   |                     |
| 18-8-2004  | Рейк'явік                   | Ісландія             | 2 – 0                   | Італія               | товариський матч      | -2   |                     |
| 4-9-2004   | Палермо                     | Італія               | 2 – 1                   | Норвегія             | Відбір до ЧС 2006     | -1   |                     |
| 8-9-2004   | Кишинів                     | Молдова              | 0 – 1                   | Італія               | Відбір до ЧС 2006     | -    |                     |
| 9-10-2004  | Целє (місто)                | Словенія             | 1 – 0                   | Італія               | Відбір до ЧС 2006     | -1   |                     |
| 13-10-2004 | Парма                       | Італія               | 4 – 3                   | Білорусь             | Відбір до ЧС 2006     | -3   |                     |
| 9-2-2005   | Кальярі                     | Італія               | 2 – 0                   | Росія                | товариський матч      | -    |                     |
| 26-3-2005  | Мілан                       | Італія               | 2 – 0                   | Шотландія            | Відбір до ЧС 2006     | -    |                     |
| 4-6-2005   | Осло                        | Норвегія             | 0 – 0                   | Італія               | Відбір до ЧС 2006     | -    |                     |
| 1-3-2006   | Флоренція                   | Італія               | 4 – 1                   | Німеччина            | товариський матч      | -1   |                     |
| 31-5-2006  | Женева                      | Швейцарія            | 1 – 1                   | Італія               | товариський матч      | -1   |                     |
| 2-6-2006   | Лозанна                     | Італія               | 0 – 0                   | Україна              | товариський матч      | -    |                     |
| 12-6-2006  | Ганновер                    | Італія               | 2 – 0                   | Гана                 | ЧС 2006 - 1-й етап    | -    |                     |
| 17-6-2006  | Кайзерслаутерн              | Італія               | 1 – 1                   | США                  | ЧС 2006 - 1-й етап    | -1   |                     |
| 22-6-2006  | Гамбург                     | Чехія                | 0 – 2                   | Італія               | ЧС 2006 - 1-й етап    | -    |                     |
| 26-6-2006  | Кайзерслаутерн              | Італія               | 1 – 0                   | Австралія            | ЧС 2006 - 1/8 фіналу  | -    |                     |
| 30-6-2006  | Гамбург                     | Італія               | 3 – 0                   | Україна              | ЧС 2006 - чвертьфінал | -    |                     |
| 4-7-2006   | Дортмунд                    | Німеччина            | 0 – 2 д.ч.              | Італія               | ЧС 2006 - півфінал    | -    |                     |
| 9-7-2006   | Берлін                      | Італія               | 1 – 1 д.ч. (5 - 3 п.п.) | Франція              | ЧС 2006 - Фінал       | -1   | 4-й титул чемпіонів |
| 2-9-2006   | Неаполь                     | Італія               | 1 – 1                   | Литва                | Відбір до ЧЄ 2008     | -1   |                     |
| 6-9-2006   | Париж                       | Франція              | 3 – 1                   | Італія               | Відбір до ЧЄ 2008     | -3   |                     |
| 7-10-2006  | Рим                         | Італія               | 2 – 0                   | Україна              | Відбір до ЧЄ 2008     | -    |                     |
| 11-10-2006 | Тбілісі                     | Грузія               | 1 – 3                   | Італія               | Відбір до ЧЄ 2008     | -1   |                     |
| 15-11-2006 | Бергамо                     | Італія               | 1 – 1                   | Туреччина            | товариський матч      | -1   | 46'                 |
| 28-3-2007  | Барі                        | Італія               | 2 – 0                   | Шотландія            | Відбір до ЧЄ 2008     | -    |                     |
| 2-6-2007   | Торсгавн                    | Фарерські острови    | 1 – 2                   | Італія               | Відбір до ЧЄ 2008     | -1   |                     |
| 6-6-2007   | Каунас                      | Литва                | 0 – 2                   | Італія               | Відбір до ЧЄ 2008     | -    |                     |
| 22-8-2007  | Будапешт                    | Угорщина             | 3 – 1                   | Італія               | товариський матч      | -3   |                     |
| 8-9-2007   | Мілан                       | Італія               | 0 – 0                   | Франція              | Відбір до ЧЄ 2008     | -    |                     |
| 12-9-2007  | Київ                        | Україна              | 1 – 2                   | Італія               | Відбір до ЧЄ 2008     | -1   |                     |
| 13-10-2007 | Генуя                       | Італія               | 2 – 0                   | Грузія               | Відбір до ЧЄ 2008     | -    | кап.                |
| 17-11-2007 | Глазго                      | Шотландія            | 1 – 2                   | Італія               | Відбір до ЧЄ 2008     | -1   |                     |
| 26-3-2008  | Ельче                       | Іспанія              | 1 – 0                   | Італія               | товариський матч      | -1   |                     |
| 30-5-2008  | Флоренція                   | Італія               | 3 – 1                   | Бельгія              | товариський матч      | -1   |                     |
| 9-6-2008   | Берн                        | Нідерланди           | 3 – 0                   | Італія               | ЧЄ 2008 - 1-й етап    | -3   | кап.                |
| 13-6-2008  | Цюрих                       | Італія               | 1 – 1                   | Румунія              | ЧЄ 2008 - 1-й етап    | -1   |                     |
| 17-6-2008  | Цюрих                       | Франція              | 0 – 2                   | Італія               | ЧЄ 2008 - 1-й етап    | -    | кап.                |
| 22-6-2008  | Відень                      | Іспанія              | 0 – 0 д.ч. (4 - 2 п.п.) | Італія               | ЧЄ 2008 - чвертьфінал | -    | кап.                |
| 20-8-2008  | Ніцца                       | Італія               | 2 – 2                   | Австрія              | товариський матч      | -2   |                     |
| 6-9-2008   | Ларнака                     | Кіпр                 | 1 – 2                   | Італія               | Відбір до ЧС 2010     | -1   |                     |
| 10-9-2008  | Удіне                       | Італія               | 2 – 0                   | Грузія               | Відбір до ЧС 2010     | -    |                     |
| 10-2-2009  | Лондон                      | Бразилія             | 2 – 0                   | Італія               | товариський матч      | -2   |                     |
| 28-3-2009  | Подгориця                   | Чорногорія           | 0 – 2                   | Італія               | Відбір до ЧС 2010     | -    |                     |
| 1-4-2009   | Барі                        | Італія               | 1 – 1                   | Ірландія             | Відбір до ЧС 2010     | -1   |                     |
| 15-6-2009  | Преторія                    | США                  | 1 – 3                   | Італія               | Кубок Конфедерацій    | -1   | кап.                |
| 18-6-2009  | Йоганнесбург                | Єгипет               | 1 – 0                   | Італія               | Кубок Конфедерацій    | -1   |                     |
| 21-6-2009  | Преторія                    | Італія               | 0 – 3                   | Бразилія             | Кубок Конфедерацій    | -3   |                     |
| 12-8-2009  | Базель                      | Швейцарія            | 0 – 0                   | Італія               | товариський матч      | -    |                     |
| 5-9-2009   | Тбілісі                     | Грузія               | 0 – 2                   | Італія               | Відбір до ЧС 2010     | -    |                     |
| 9-9-2009   | Турин                       | Італія               | 2 – 0                   | Болгарія             | Відбір до ЧС 2010     | -    |                     |
| 10-10-2009 | Дублін                      | Ірландія             | 2 – 2                   | Італія               | Відбір до ЧС 2010     | -2   | кап.                |
| 14-11-2009 | Пескара                     | Італія               | 0 – 0                   | Нідерланди           | товариський матч      | -    |                     |
| 3-6-2010   | Брюссель                    | Італія               | 1 – 2                   | Мексика              | товариський матч      | -2   |                     |
| 14-6-2010  | Кейптаун                    | Італія               | 1 – 1                   | Парагвай             | ЧС 2010 - 1-й етап    | -1   | 46'                 |
| 9-2-2011   | Дортмунд                    | Німеччина            | 1 – 1                   | Італія               | товариський матч      | -1   | кап.                |
| 25-3-2011  | Любляна                     | Словенія             | 0 – 1                   | Італія               | Відбір до ЧЄ 2012     | -    | кап.                |
| 3-6-2011   | Модена                      | Італія               | 3 – 0                   | Естонія              | Відбір до ЧЄ 2012     | -    | кап.                |
| 10-8-2011  | Барі                        | Італія               | 2 – 1                   | Іспанія              | товариський матч      | -1   |                     |
| 2-9-2011   | Торсгавн                    | Фарерські острови    | 0 – 1                   | Італія               | Відбір до ЧЄ 2012     | -    | кап.                |
| 6-9-2011   | Флоренція                   | Італія               | 1 – 0                   | Словенія             | Відбір до ЧЄ 2012     | -    | кап.                |
| 7-10-2011  | Белград                     | Сербія               | 1 – 1                   | Італія               | Відбір до ЧЄ 2012     | -1   | кап.                |
| 11-10-2011 | Пескара                     | Італія               | 3 – 0                   | Північна Ірландія    | Відбір до ЧЄ 2012     | -    | кап. 76'            |
| 11-11-2011 | Вроцлав                     | Польща               | 0 – 2                   | Італія               | товариський матч      | -    | кап.                |
| 15-11-2011 | Рим                         | Італія               | 0 – 1                   | Уругвай              | товариський матч      | -1   | кап.                |
| 29-2-2012  | Генуя                       | Італія               | 0 – 1                   | США                  | товариський матч      | -1   | кап.                |
| 1-6-2012   | Цюрих                       | Італія               | 0 – 3                   | Росія                | товариський матч      | -    | кап. 46'            |
| 10-6-2012  | Гданськ                     | Іспанія              | 1 – 1                   | Італія               | ЧЄ 2012 - 1-й етап    | -1   | кап.                |
| 14-6-2012  | Познань                     | Італія               | 1 – 1                   | Хорватія             | ЧЄ 2012 - 1-й етап    | -1   | кап.                |
| 18-6-2012  | Познань                     | Італія               | 2 – 0                   | Ірландія             | ЧЄ 2012 - 1-й етап    | -    | кап. 74'            |
| 24-6-2012  | Київ                        | Англія               | 0 – 0 д.ч. (2 - 4 п.п.) | Італія               | ЧЄ 2012 - чвертьфінал | -    | кап.                |
| 28-6-2012  | Варшава                     | Німеччина            | 1 – 2                   | Італія               | ЧЄ 2012 - півфінал    | -1   | кап.                |
| 1-7-2012   | Київ                        | Іспанія              | 4 – 0                   | Італія               | ЧЄ 2012 - Фінал       | -4   | кап.                |
| 7-9-2012   | Софія (місто)               | Болгарія             | 2 – 2                   | Італія               | Відбір до ЧС 2014     | -2   | кап.                |
| 11-9-2012  | Модена                      | Італія               | 2 – 0                   | Мальта               | Відбір до ЧС 2014     | -    | кап.                |
| 12-10-2012 | Єреван                      | Вірменія             | 1 – 3                   | Італія               | Відбір до ЧС 2014     | -1   | кап.                |
| 6-2-2013   | Амстердам                   | Нідерланди           | 1 – 1                   | Італія               | товариський матч      | -1   | кап.                |
| 21-3-2013  | Женева                      | Італія               | 2 – 2                   | Бразилія             | товариський матч      | -2   | кап.                |
| 26-3-2013  | Та-Калі                     | Мальта               | 0 – 2                   | Італія               | Відбір до ЧС 2014     | -    | кап. 16'            |
| 31-5-2013  | Болонья                     | Італія               | 4 – 0                   | Сан-Марино           | товариський матч      | -    | кап. 71'            |
| 7-6-2013   | Прага                       | Чехія                | 0 – 0                   | Італія               | Відбір до ЧС 2014     | -    | кап.                |
| 16-6-2013  | Ріо-де-Жанейро              | Мексика              | 1 – 2                   | Італія               | Кубок Конфедерацій    | -1   | кап.                |
| 20-6-2013  | Ресіфі                      | Італія               | 4 – 3                   | Японія               | Кубок Конфедерацій    | -3   | кап. 19'            |
| 22-6-2013  | Салвадор (Бразилія)         | Італія               | 2 – 4                   | Бразилія             | Кубок Конфедерацій    | -4   | кап.                |
| 27-6-2013  | Форталеза                   | Іспанія              | 0 – 0 д.ч. (7-6 п.п.)   | Італія               | Кубок Конфедерацій    | -    | кап.                |
| 30-6-2013  | Салвадор (Бразилія)         | Уругвай              | 2 – 2 д.ч. (2-3 п.п.)   | Італія               | Кубок Конфедерацій    | -2   | кап.                |
| 14-8-2013  | Рим                         | Італія               | 1 – 2                   | Аргентина            | товариський матч      | -2   | кап. 54'            |
| 6-9-2013   | Палермо                     | Італія               | 1 – 0                   | Болгарія             | Відбір до ЧС 2014     | -    | кап.                |
| 10-9-2013  | Турин                       | Італія               | 2 – 1                   | Чехія                | Відбір до ЧС 2014     | -1   | кап.                |
| 11-10-2013 | Копенгаген                  | Данія                | 2 – 2                   | Італія               | Відбір до ЧС 2014     | -2   | кап.                |
| 15-11-2013 | Мілан                       | Італія               | 1 – 1                   | Німеччина            | товариський матч      | -1   | кап.                |
| 5-3-2014   | Мадрид                      | Іспанія              | 1 – 0                   | Італія               | товариський матч      | -1   | кап.                |
| 4-6-2014   | Перуджа                     | Італія               | 1 – 1                   | Люксембург           | товариський матч      | -1   | кап.                |
| 20-6-2014  | Ресіфі                      | Італія               | 0 – 1                   | Коста-Рика           | ЧС 2014 - 1-й етап    | -1   | кап.                |
| 24-6-2014  | Натал (Ріу-Гранді-ду-Норті) | Італія               | 0 – 1                   | Уругвай              | ЧС 2014 - 1-й етап    | -1   | кап.                |
| 9-9-2014   | Осло                        | Норвегія             | 0 – 2                   | Італія               | Відбір до ЧЄ 2016     | -    | кап.                |
| 10-10-2014 | Палермо                     | Італія               | 2 – 1                   | Азербайджан          | Відбір до ЧЄ 2016     | -1   | кап.                |
| 13-10-2014 | Та-Калі                     | Мальта               | 0 – 1                   | Італія               | Відбір до ЧЄ 2016     | -    | кап.                |
| 16-11-2014 | Мілан                       | Італія               | 1 – 1                   | Хорватія             | Відбір до ЧЄ 2016     | -1   | кап.                |
| 31-3-2015  | Турин                       | Італія               | 1 – 1                   | Англія               | товариський матч      | -1   | кап.                |
| 12-6-2015  | Сплит                       | Хорватія             | 1 – 1                   | Італія               | Відбір до ЧЄ 2016     | -1   | кап. 11' 46'        |
| 3-9-2015   | Флоренція                   | Італія               | 1 – 0                   | Мальта               | Відбір до ЧЄ 2016     | -    | кап.                |
| 6-9-2015   | Палермо                     | Італія               | 1 – 0                   | Болгарія             | Відбір до ЧЄ 2016     | -    | кап.                |
| 10-10-2015 | Баку                        | Азербайджан          | 1 – 3                   | Італія               | Відбір до ЧЄ 2016     | -1   | кап.                |
| 13-10-2015 | Рим                         | Італія               | 2 – 1                   | Норвегія             | Відбір до ЧЄ 2016     | -1   | кап.                |
| 13-11-2015 | Брюссель                    | Бельгія              | 3 – 1                   | Італія               | товариський матч      | -3   | кап.                |
| 17-11-2015 | Болонья                     | Італія               | 2 – 2                   | Румунія              | товариський матч      | -1   | кап. - 69'          |
| 24-3-2016  | Удіне                       | Італія               | 1 – 1                   | Іспанія              | товариський матч      | -1   | кап.                |
| 29-3-2016  | Мюнхен                      | Німеччина            | 4 – 1                   | Італія               | товариський матч      | -4   | кап.                |
| 29-5-2016  | Та-Калі                     | Італія               | 1 – 0                   | Шотландія            | товариський матч      | -    | кап.                |
| 13-6-2016  | Десін-Шарп'є                | Бельгія              | 0 – 2                   | Італія               | ЧЄ 2016 - 1-й етап    | -    | кап.                |
| 17-6-2016  | Тулуза                      | Італія               | 1 – 0                   | Швеція               | ЧЄ 2016 - 1-й етап    | -    | кап. - 90'+3'       |
| 27-6-2016  | Сен-Дені (Сена-Сен-Дені)    | Італія               | 2 – 0                   | Іспанія              | ЧЄ 2016 - 1/8 фіналу  | -    | кап.                |
| 2-7-2016   | Бордо                       | Німеччина            | 1 – 1 д.ч. (6 - 5 п.п.) | Італія               | ЧЄ 2016 - чвертьфінал | -1   | кап.                |
| 1-9-2016   | Барі                        | Італія               | 1 – 3                   | Франція              | товариський матч      | -2   | кап. - 46'          |
| 5-9-2016   | Хайфа                       | Ізраїль              | 1 – 3                   | Італія               | Відбір до ЧС 2018     | -1   | кап.                |
| 6-10-2016  | Турин                       | Італія               | 1 – 1                   | Іспанія              | Відбір до ЧС 2018     | -1   | кап.                |
| 9-10-2016  | Скоп'є                      | Північна Македонія   | 2 – 3                   | Італія               | Відбір до ЧС 2018     | -2   | кап.                |
| 12-11-2016 | Вадуц                       | Ліхтенштейн          | 0 – 4                   | Італія               | Відбір до ЧС 2018     | -    | кап.                |
| 15-11-2016 | Мілан                       | Італія               | 0 – 0                   | Німеччина            | товариський матч      | -    | кап. - 46'          |
| 24-3-2017  | Палермо                     | Італія               | 2 – 0                   | Албанія              | Відбір до ЧС 2018     | -    | кап.                |
| 11-6-2017  | Удіне                       | Італія               | 5 – 0                   | Ліхтенштейн          | Відбір до ЧС 2018     | -    | кап.                |
| 2-9-2017   | Мадрид                      | Іспанія              | 3 – 0                   | Італія               | Відбір до ЧС 2018     | -3   | кап.                |
| 5-9-2017   | Реджо-нель-Емілія           | Італія               | 1 – 0                   | Ізраїль              | Відбір до ЧС 2018     | -    | кап.                |
| 6-10-2017  | Турин                       | Італія               | 1 – 1                   | Північна Македонія   | Відбір до ЧС 2018     | -1   | кап.                |
| 9-10-2017  | Шкодер (місто)              | Албанія              | 0 – 1                   | Італія               | Відбір до ЧС 2018     | -    | кап.                |
| 10-11-2017 | Стокгольм                   | Швеція               | 1 – 0                   | Італія               | Відбір до ЧС 2018     | -1   | кап.                |
| 13-11-2017 | Мілан                       | Італія               | 0 – 0                   | Швеція               | Відбір до ЧС 2018     | -    | кап.                |
| 23-03-2018 | Манчестер                   | Аргентина            | 2 – 0                   | Італія               | товариський матч      | -2   | кап.                |
| Усього     |                             | Матчів (1 місце)     | 176                     |                      | Голів                 | -146 |                     |

## Досягнення

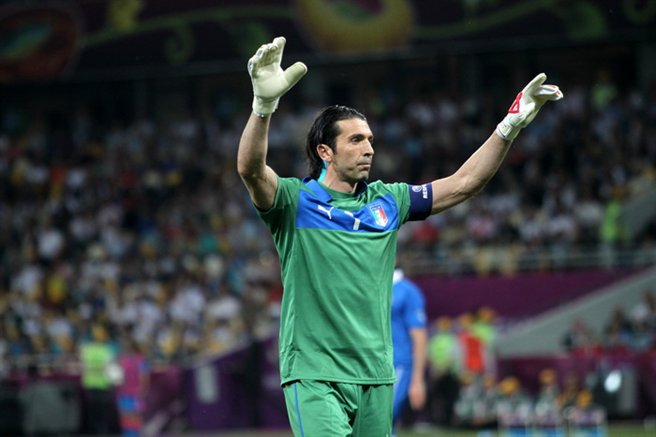
Джанлуїджі Буффон під час матчу між збірними Італії та Англії на Євро 2012.

### Командні

#### Парма
- Володар Кубка УЄФА: 1998-99
- Володар Кубка Італії: 1998-99
- Володар Суперкубка Італії: 1999

#### Ювентус
- Чемпіон Італії: 2001-02, 2002-03, 2011-12, 2012-13, 2013-14, 2014-15, 2015-16, 2016-17, 2017-18, 2019-20 (перемоги «Ювентуса» в чемпіонатах 2004-05 та 2005-06 років було скасовано)
- Володар Кубка Італії: 2014-15, 2015-16, 2016-17, 2017-18, 2020-21
- Володар Суперкубка Італії: 2002, 2003, 2012, 2013, 2015, 2020
- Переможець Серії B: 2006-07
- Фіналіст Ліги чемпіонів: 2002-03, 2014-15, 2016-17

#### ПСЖ
- Володар Суперкубка Франції: 2018
- Чемпіон Франції: 2018-19

#### Збірні
- Молодіжний чемпіонат Європи: 1996
- Переможець Середземноморських ігор: 1997
- Чемпіон світу: 2006
- Віце-чемпіон Європи: 2012

### Індивідуальні
- Найкращий молодий футболіст Європи (Трофей Браво): 1999
- Найцінніший гравець Ліги чемпіонів: 2003
- Клубні нагороди УЄФА Найкращий воротар: 2003
- ФІФА 100
- Нагорода Яшина: 2006
- Зіркова збірна Чемпіонату світу 2006
- Футболіст року в Європі (Срібний м'яч): 2006
- Воротар року в серії A: 1999, 2001, 2002, 2003, 2004, 2005, 2006, 2008, 2012, 2014, 2015
- Onze d'Onze (Досконала збірна року, воротар): 2003, 2006
- Збірна року УЄФА: 2003, 2004, 2006
- ФІФПро XI: 2006, 2007
- Найкращий воротар світу IFFHS: 2003, 2004, 2006, 2007
- Збірна Євро-2008

## Медіа
Буффон мав спонсорський контракт з німецькою компанією-виробиком спортивної екіпіровки «Puma», використовував її продукцію і знімався у рекламних відеороликах. Буффон також фігурує в рекламі «Пепсі». 2009 року Буффон, завзятий гравець в покер, був найнятий PokerStars, щоб підтримати свою продукцію.
Буффон з'явився на обкладинці італійського видання Pro Evolution Soccer від Konami, поряд з Кріштіану Роналду.

## Особисте життя
Народився у сім'ї спортсменів. Його мати, Марія Стелла, була метальницею диска, а батько, Адріано, займався важкою атлетикою. Його сестри Вероніка та Джендаліна грають у волейбол, а дядько Анджело Массоко — баскетболіст. Окрім цього він є внучатим племінником воротаря Лоренцо Буффона (кузена діда Джанлуїджі).
Джанлуїджі одружений із чеською моделлю Аленою Шередовою, з якою має двох синів: Луїс Томас (народився 28 грудня 2007) та Девід Лі (народився 31 жовтня 2009). Першого сина Буффон назвав на честь Томаса Нконо — камерунського воротаря, яким Джіджі захоплювався в дитинстві.
Хорошим другом Буффона є Алессандро Дель П'єро.